# Christian Switak

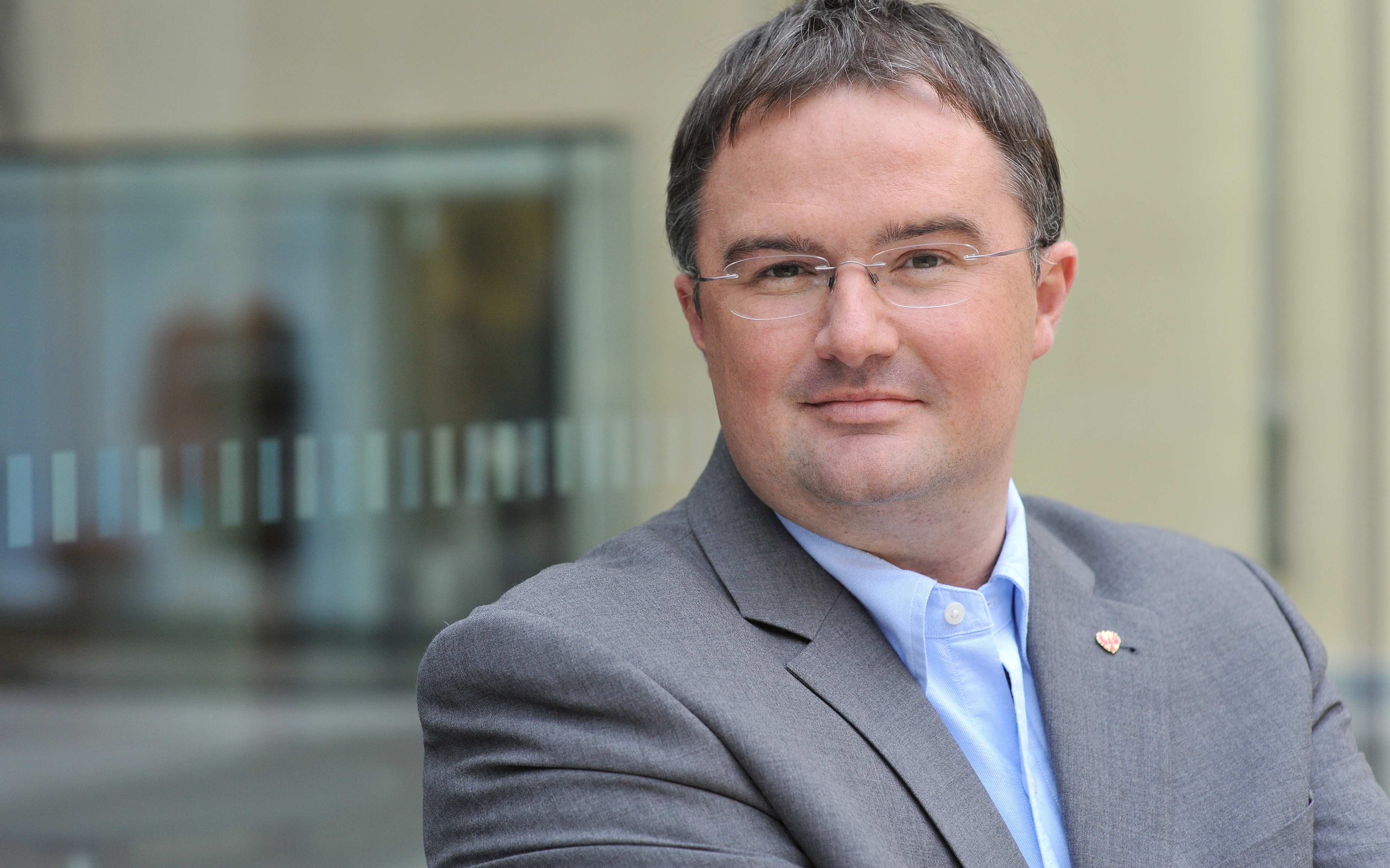
Christian Switak (2008)

Christian Switak (* 30. Mai 1971 in Innsbruck) ist ein österreichischer Politiker (ÖVP).

## Ausbildung und Beruf
Christian Switak absolvierte nach der Volksschule Dreiheiligen die Unterstufe des Akademischen Gymnasiums in Innsbruck. Er besuchte die Oberstufe am Bundesoberstufenrealgymnasium und maturierte am Gymnasium für Berufstätige. 1993 absolvierte er den Präsenzdienst im Militärkommando Tirol. Er begann ein Psychologiestudium an der Leopold-Franzens-Universität, das er abbrach. Switak ist seit 1. Februar 2015 einer von zwei Geschäftsführern der Gemeinnützigen Wohnungsbaugesellschaft „wohnungseigentum“.

## Politik
1997 begann Switak in der ÖVP-Bundespartei in der Abteilung Politik und befasste sich mit der Position der ÖVP zur Sportpolitik. Im gleichen Jahr wechselte er als Referent in die Abteilung Organisation und Werbung, deren Leitung er nach der Nationalratswahl 1999 übernahm. Nach der für die ÖVP erfolgreichen Nationalratswahl 2002 wechselte er in das Kabinett des Bundesministers für Landesverteidigung Günther Platter und wurde Kabinettchef. 2007 folgte er Innenminister Günther Platter in das Bundesministerium für Inneres, wiederum als Kabinettchef.
Am 1. Juli 2008 wurde Switak vom Tiroler Landtag in die Tiroler Landesregierung Platter I gewählt. Seine Ressortbereiche umfassten Finanzen, Personal, Raumordnung und Baurecht, Staatsbürgerschaftsangelegenheiten, Öffentlichkeitsarbeit, Verwaltung der Liegenschaften des Landes, Tiroler Bodenfonds, Stadt- und Ortsbildschutz, Landeskraftwagenverwaltung, Statistik, Volkszählungswesen, Veräußerung und Belastung von Liegenschaften des Landes, Abschluss von Verträgen des Landes mit besonderen finanziellen Auswirkungen, Finanzverfassung, Finanzausgleich, Personenstandswesen, Stiftungs- und Fondswesen.
Im November 2011 geriet Switak in die Kritik, als ihm von Medien und Opposition vorgeworfen wurde, zu sehr günstigen Konditionen eine Wohnung gemietet zu haben, die einem Betreiber von Liftanlagen gehört, der wiederum Zahlungen aus Switaks Ressort bekommen haben soll.
Am 21. Februar 2012 tauchte Switaks Name in Zusammenhang mit Jagdeinladungen der Telekom Austria im Jahre 2007 auf, woraufhin Switak am 24. Februar die Konsequenzen zog und ankündigte, dass er alle seine politischen Funktionen zurücklegen werde. In der Funktion als Landesrat folgte ihm am 8. März Johannes Tratter nach.
Ende März 2013 gab die Korruptionsstaatsanwaltschaft die Einstellung des Ermittlungsverfahrens bekannt. Laut Staatsanwaltschaft erwiesen sich die gegen Switak erhobenen Vorwürfe als haltlos.